# Averill
Averill är ett kommunfritt område i Essex County i Vermont i USA. Vid folkräkningen år 2000 bodde 8 personer på orten. Den har enligt United States Census Bureau en area på totalt 98,7 km² varav 4,9 km² är vatten.  